# Грей (единица измерения)
Грей (грэй) (русское обозначение: Гр, международное: Gy) — единица поглощённой дозы ионизирующего излучения в Международной системе единиц (СИ).
Поглощённая доза равна одному грею, если в результате поглощения ионизирующего излучения вещество получило один джоуль энергии в расчёте на один килограмм массы. Через другие единицы СИ грей выражается следующим образом:
Гр = Дж / кг = м² / с².
Единица названа в честь британского учёного Льюиса Грэя в 1975 году Генеральной конференцией по весам и мерам. В соответствии с правилами СИ, касающимися производных единиц, названных по имени учёных, наименование единицы грей пишется со строчной буквы, а её обозначение «Гр» — с заглавной.
Ранее широко использовалась (а иногда используется и до сих пор) внесистемная единица поглощённой дозы «рад».
1 Гр = 100 рад.
В связи с этим часто пользуются дольной единицей измерения сГр (сантигрей), равной 1 раду.
1 Гр фотонного (рентгеновского или гамма) излучения, поглощённый килограммом биологической ткани, соответствует эквивалентной дозе в 1 зиверт (или 100 бэр). В качестве образцового источника излучения принимают рентгеновское излучение с граничной энергией 180 кэВ.

## Кратные и дольные единицы
Десятичные кратные и дольные единицы образуют с помощью стандартных приставок СИ.
| Кратные                                                                                                | Кратные    | Кратные     | Кратные     | Дольные  | Дольные    | Дольные     | Дольные     |
| величина                                                                                               | название   | обозначение | обозначение | величина | название   | обозначение | обозначение |
| --- | ---------- | ----------- | ----------- | -------- | ---------- | ----------- | ----------- |
| 101 Гр                                                                                                 | декагрей   | даГр        | daGy        | 10−1 Гр  | децигрей   | дГр         | dGy         |
| 102 Гр                                                                                                 | гектогрей  | гГр         | hGy         | 10−2 Гр  | сантигрей  | сГр         | cGy         |
| 103 Гр                                                                                                 | килогрей   | кГр         | kGy         | 10−3 Гр  | миллигрей  | мГр         | mGy         |
| 106 Гр                                                                                                 | мегагрей   | МГр         | MGy         | 10−6 Гр  | микрогрей  | мкГр        | µGy         |
| 109 Гр                                                                                                 | гигагрей   | ГГр         | GGy         | 10−9 Гр  | наногрей   | нГр         | nGy         |
| 1012 Гр                                                                                                | терагрей   | ТГр         | TGy         | 10−12 Гр | пикогрей   | пГр         | pGy         |
| 1015 Гр                                                                                                | петагрей   | ПГр         | PGy         | 10−15 Гр | фемтогрей  | фГр         | fGy         |
| 1018 Гр                                                                                                | эксагрей   | ЭГр         | EGy         | 10−18 Гр | аттогрей   | аГр         | aGy         |
| 1021 Гр                                                                                                | зеттагрей  | ЗГр         | ZGy         | 10−21 Гр | зептогрей  | зГр         | zGy         |
| 1024 Гр                                                                                                | йоттагрей  | ИГр         | YGy         | 10−24 Гр | иоктогрей  | иГр         | yGy         |
| 1027 Гр                                                                                                | роннагрей  | РнГр        | RGy         | 10−27 Гр | ронтогрей  | рнГр        | rGy         |
| 1030 Гр                                                                                                | кветтагрей | КвГр        | QGy         | 10−30 Гр | квектогрей | квГр        | qGy         |
| рекомендовано к применению применять не рекомендуется не применяются или редко применяются на практике |            |             |             |          |            |             |             |